# マイケル・シャーマー

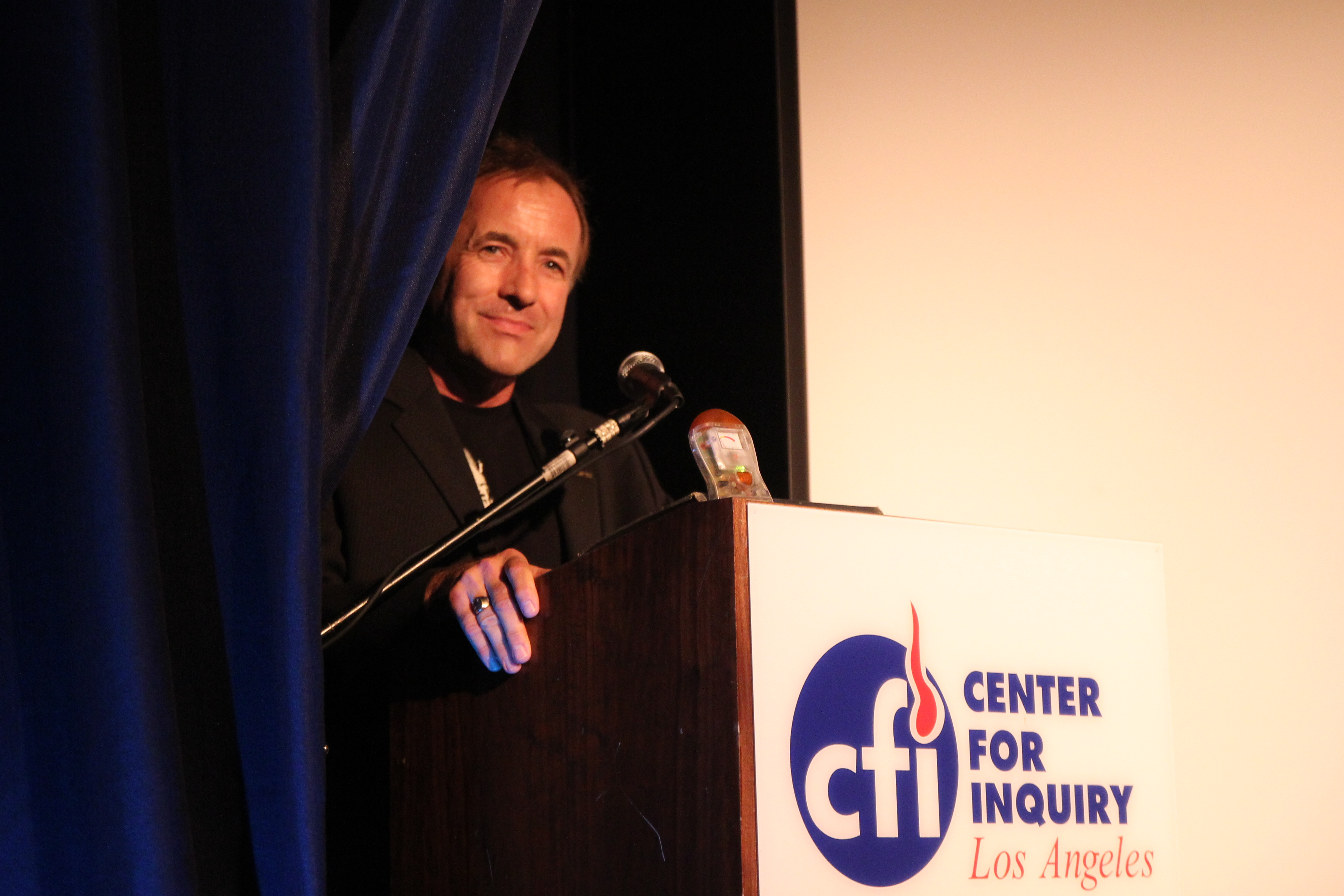
マイケル・シャーマー

マイケル・ブラント・シャーマー（英: Michael Brant Shermer、1954年9月8日 - ）は、アメリカ合衆国のサイエンスライター、科学史家。懐疑派協会の創設者であり、雑誌 Skeptic（疑似科学と超常現象を科学的に調査・追究することで知られる雑誌）の編集長である。The Skeptics Society は55,000人以上の会員を有する。
2004年4月から、サイエンティフィック・アメリカン誌に懐疑主義のコラムを連載している。以前はキリスト教根本主義者だったが、現在は自身を不可知論者で 無神論者で、ヒューマニズムの信奉者だとしている。
シャーマーはまた、自身をリバタリアンだとしている。

## 生い立ちと経歴
南カリフォルニアで生まれ育ち、1972年にハイスクール (Crescenta Valley High School) を卒業。その後、ペパーダイン大学でキリスト教神学を当初学び、後に心理学へ転向。1976年、ペパーダイン大学を卒業し、心理学と生物学の学士号を取得。
その後、カリフォルニア州立大学フラトン校で実験心理学を専攻し、Bayard Brattstrom や Meg White といった教授と講義後も議論をし、そのころ「イクトゥスと共に宗教を捨てた」という。1978年、カリフォルニア州立大学から実験心理学の修士号を取得。
1979年、競技としての自転車を始め、約10年間それに打ち込んだ。その間、技術者と共に自転車競技用の新製品開発を行った。当時レースのスポンサーだったBellヘルメットがそれまでの革張りのヘルメットからポリスチレン製のより安全なヘルメットに移行しようとしていて、シャーマーは技術的問題について助言した。当時既にバイクレース用のポリスチレン製ヘルメットは存在したが、シャーマーはそんなデザインでは選手もアマチュアも使わないだろうと指摘した。この指摘を受けて誕生したのが最初のモデル V1 Pro で、見た目は従来の自転車用ヘルメットと同じだが、内部はバイク用と同じような機能を有していた。1982年、シャーマーは Wayman Spence 博士の会社 Spenco Medical が寝たきりの人の床ずれ用に開発したゲル技術を応用し、自転車競技者が悩まされている鞍ずれ用ゲルを開発する手助けをした。
長距離のレースをしていたころ、3,000マイルのノンストップ大陸横断自転車レース Race Across America を（Lon Haldeman と John Marino と共に）創設し、5回それに出場し（1982年、1983年、1984年、1985年、1989年）、Assistant Race Director を6年間、Executive Race Director を7年間勤めた。シャーマーが科学的懐疑主義に目覚めたのは、自転車競技選手をしていたころである。「それは1983年8月6日、コロラド州Loveland Passの長い上り坂でのことだった」無資格の博士で nutritionist と称する人の指導で数ヶ月間トレーニングを積んだ後のことである。鍼、カイロプラクティック、マッサージ、負イオン療法、ロルフィング、ピラミッドパワー、キリスト教根本主義など（ドラッグ以外の）「ありとあらゆる奇妙なもの」でトレーニング効果を高めようと数年間努力した後、シャーマーはそれらを正当化することをやめた。シャーマーは後に自転車競技についてのドキュメンタリーをいくつか制作している。
シャーマーは1991年、クレアモント・カレッジズ大学院で科学史の Ph.D. を取得した（学位論文は "Heretic-Scientist: Alfred Russel Wallace and the Evolution of Man: A Study on the Nature of Historical Change"）。
Skeptics Society を創設する以前、シャーマーはオクシデンタル大学で科学史の教授を務め、2007年からはクレアモント大学院で経済学の准教授を務めている。

## Skeptics Society と Caltech Lecture Series
1992年、シャーマーは Skeptics Society を創設し、Skeptic 誌を刊行した。同協会は現在55,000人以上の会員を有する。さらに同協会は Caltech Lecture Series を主催しており、科学、心理学、社会問題、宗教、懐疑主義などをテーマとした講演を行っている。過去の講演者としては、スティーヴン・ジェイ・グールド、ジャレド・ダイアモンド、リチャード・ドーキンス、フィリップ・ジンバルドー、スティーブン・ピンカー、デビッド・ボルティモア、リサ・ランドール、ダニエル・デネット、ミチオ・カク、スーザン・ブラックモア、クリストフ・コッホ、ビョルン・ロンボルグなど、多数の人がいる。講演は土曜の午後に行われ、最低限の料金で一般にも公開されている。

## 執筆活動
シャーマーは、不合理で実証不十分な信念が至る所にあることを説明する本をいくつか書いている。1997年の『なぜ人はニセ科学を信じるのか』では、様々な奇妙な考えや団体（カルトなど）を検討したもので、マーティン・ガードナーの懐疑主義を受け継いでいる。2002年には改訂増補版が出版された。How We Believe: The Search for God in an Age of Science では、信仰を心理学的に分析している。2002年初め、シャーマーのサイエンティフィック・アメリカン誌でのコラムで、クラークの三法則をひねった「シャーマーの最終法則」(Shermer's Last Law) を紹介している（十分に進化した地球外知性体は神と区別がつかない）。2002年、Alex Grobman との共著 Denying History: Who Says the Holocaust Never Happened and Why Do They Say It? を出版。同書では、ホロコースト否認運動を検証し反論している。様々な否認論者とも会った上で書かれており、偽史を扱う最良の手段は言論の自由であると結論付けている。
2005年、Science Friction: Where the Known Meets the Unknown を刊行。2006年の Why Darwin Matters: The Case Against Intelligent Design はインテリジェント・デザインへの批判をこめて,進化をサポートする論点をひとつひとつ整理している。また同書は科学が信仰を無効化するわけではないことを示し、キリスト教徒や保守主義者も進化論を受け入れるべき（受け入れられる）としている。
シャーマーは地球温暖化について科学的観点から懐疑主義的立場を表明していたが、2006年6月、これまでの証拠の蓄積を考慮すると地球温暖化を否定する立場をもはや防御できないと書いている。
The Mind of The Market: Compassionate Apes, Competitive Humans, and Other Tales from Evolutionary Economics は2007年に出版された。この中でシャーマーは現代の動きを進化論から説明しようとするいくつかの研究を紹介している。

## メディアへの露出と講演
シャーマーはドキュメンタリーなどのいくつかのテレビ番組に出演したことがある。また、会議でのスピーチや講演も定期的に行っている。
1994年、Donahue に出演し、ホロコースト否認論者と討論した。1995年には、オプラ・ウィンフリー・ショーで自称超能力者のローズマリー・アルテアと対峙した。2004年には Penn & Teller の Bullshit! に出演し、聖書は「架空の物語」であり、書かれている事象を文字通りに解釈することは「聖書の論点を外れることになる」と主張した。
1994年から1995年にかけて、シャーマーはNBCの超常現象などを扱う番組 The Other Side にしばしば出演した。彼は、懐疑主義的指向も加えて両論を戦わせるような番組にすべきだと提案した。直接それが受け入れられることはなかったが、数年後その意見を採用した Exploring the Unknown という番組のプロデューサー兼司会となった。この番組は毎回20万ドルの予算をかけ、彼が Skeptics Society や Skeptic 誌で行ってきたことの延長上にあるような内容だった。いかがわしそうなタイトルにしたのは、ゲストや視聴者に番組の懐疑主義的性質を隠す意味があった。Exploring the Unknown の断片はシャーマーのYouTubeチャンネルで見ることができる。
2006年から3年間、シャーマーは Beyond Belief で講演を行った。2006年のTEDカンファレンス では "Why people believe strange things" というテーマで講演した。

## 著作一覧
- Sport Cycling: A Guide to Training, Racing, and Endurance 1985 ISBN 0-8092-5244-9
- Cycling: Endurance and Speed (Sportsperformance) 1987 ISBN 0-8092-4775-5
- Teach Your Child Science 1989 ISBN 0-929923-08-1
- Why People Believe Weird Things: Pseudoscience, Superstition, and Other Confusions of Our Time. (1997, 2nd Revision edition 2002) ISBN 0-8050-7089-3
  - 『なぜ人はニセ科学を信じるのか　UFO、カルト、心霊、超能力のウソ』岡田靖史訳、早川書房、1999年2月。ISBN 4-15-208212-7。
  - 『なぜ人はニセ科学を信じるのか』 1 奇妙な論理が蔓延するとき、岡田靖史訳、早川書房〈ハヤカワ文庫 NF 280〉、2003年8月。ISBN 4-15-050280-3。
  - 『なぜ人はニセ科学を信じるのか』 2 歪曲をたくらむ人々、岡田靖史訳、早川書房〈ハヤカワ文庫 NF 281〉、2003年8月。ISBN 4-15-050281-1。
- Teach Your Child Math and Mathemagics 1999 ISBN 0-7373-0134-1
- The Borderlands of Science: Where Sense Meets Nonsense 2001 ISBN 0-19-514326-4
- How We Believe: The Search for God in an Age of Science 2001 ISBN 0-613-35413-3
- The Skeptic Encyclopedia of Pseudoscience (ed.) 2002 ISBN 1-576-07653-9
- Denying History: Who Says the Holocaust Never Happened and Why Do They Say It? 2002 ISBN 0-520-23469-3
- In Darwin's Shadow: The Life and Science of Alfred Russel Wallace: A Biographical Study on the Psychology of History 2002 ISBN 0-19-514830-4
- The Science of Good and Evil: Why People Cheat, Gossip, Care, Share, and Follow the Golden Rule 2004 ISBN 0-8050-7520-8
- Science Friction: Where the Known Meets the Unknown 2005 ISBN 0-8050-7708-1
- Secrets of Mental Math: The Mathemagician's Guide to Lightning Calculation and Amazing Math Tricks 2006 ISBN 978-0307338402
  - アーサー・ベンジャミン共著『暗算の達人　驚異の高速暗算テクニック』岩谷宏訳、ソフトバンククリエイティブ、2007年2月。ISBN 978-4-7973-3824-9。
- Why Darwin Matters: The Case Against Intelligent Design 2006 ISBN 978-0-8050-8121-3
- The Mind of The Market: Compassionate Apes, Competitive Humans, and Other Tales from Evolutionary Economics 2007 ISBN 978-0805078329
- The History of Science: A Sweeping Visage of Science and its History 2009 audio lecture